# AJS Model S3
Het AJS Model S3 was een motorfiets die het Britse merk AJS uit Wolverhampton alleen in 1931 produceerde.

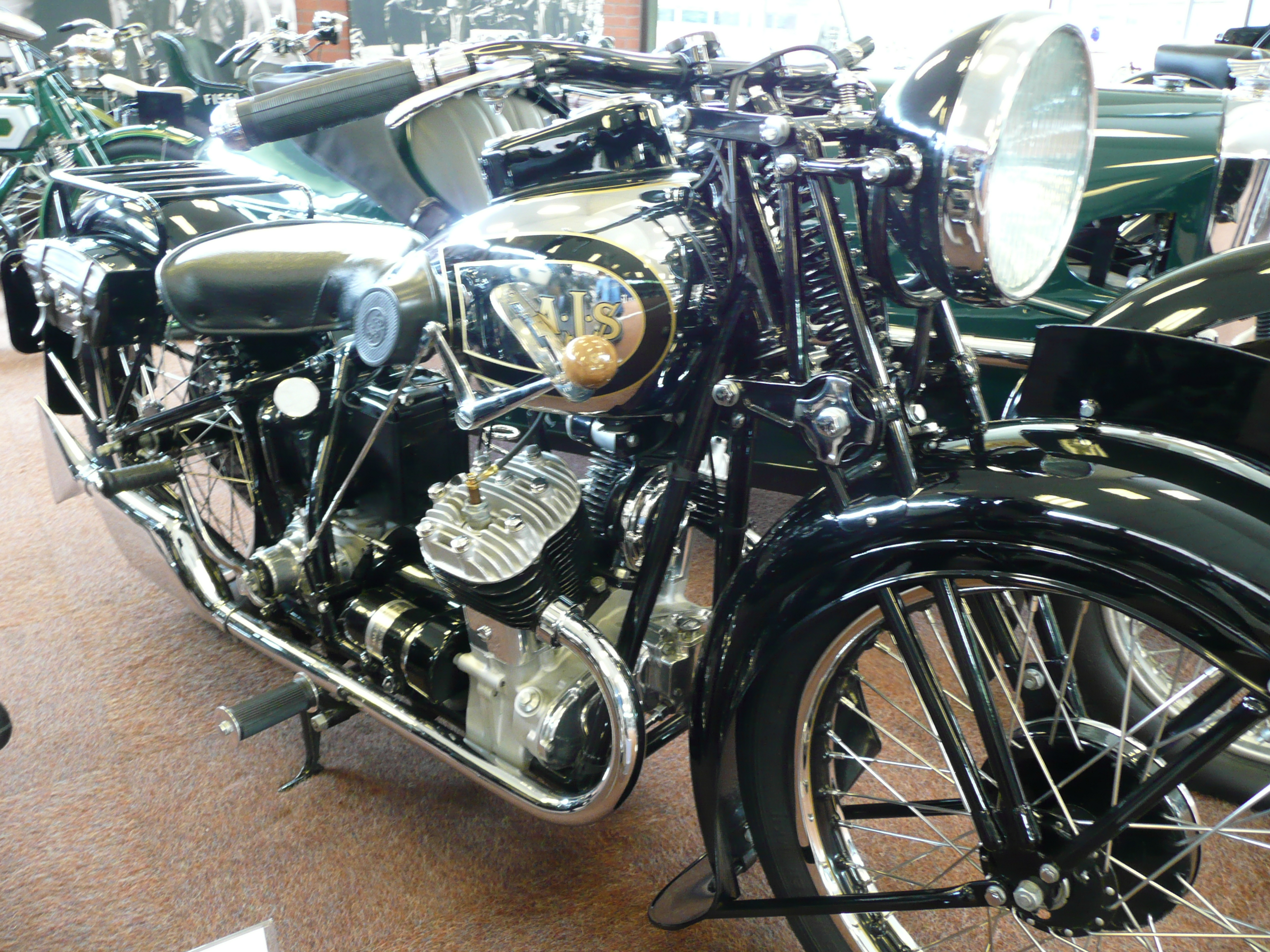
De AJS was zeer luxueus uitgevoerd met veel chroom...

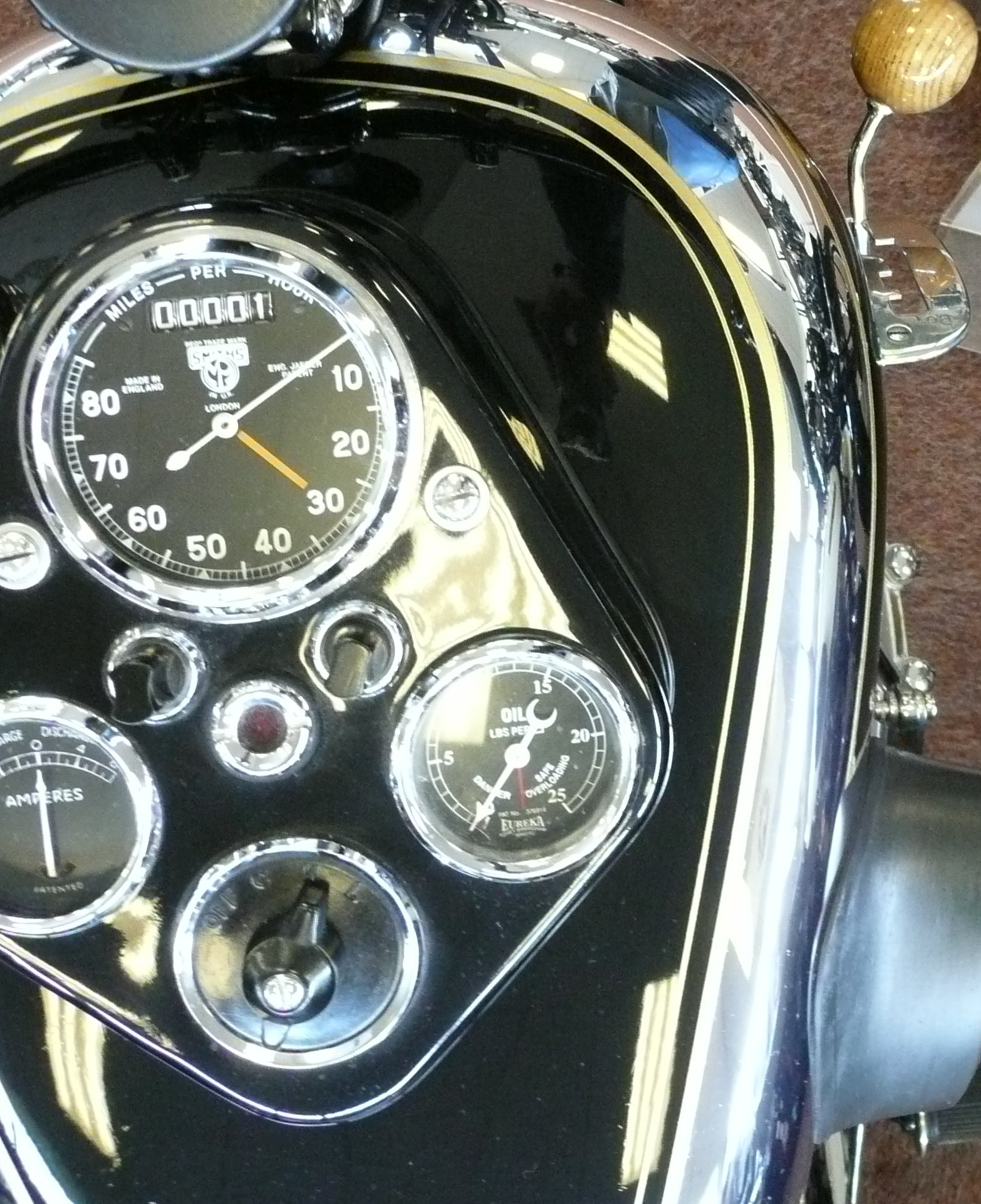
...en een uitgebreid instrumentenpaneel.

## Voorgeschiedenis
In 1930 bestond het merk AJS 22 jaar. Het was opgericht door de gebroeders Stevens en de naam kwam van Albert John Stevens. In de jaren twintig produceerde men 350cc-eencilinders en 1.000cc-V-twins, bijna allemaal met zijklepmotoren. Het merk kwam door een goede verstandhouding met het personeel goed door de algemene staking van 1926, maar de beurskrach van 1929 kwam hard aan. In dat jaar kon het voor het derde jaar op rij geen dividend uitkeren. In 1930 besloot de Midland Bank om de lopende lening te beëindigen. Op dat moment produceerde men een 250cc-model, zes 350cc-modellen, vijf 500cc-modellen en twee 1.000cc-modellen. Bovendien maakte men radio's, auto's en autobussen. AJS betaalde de lening af, maar hield bijna geen werkkapitaal meer over. Tijdens een aandeelhoudersvergadering op 2 oktober 1930 werd besloten het faillissement aan te vragen. BSA bracht een bod uit op AJS, dat werd geweigerd. Uiteindelijk kocht Matchless in 1931 de naam en de goodwill van AJS Motorcycles voor 20.000 pond. De fabrieken in Wolverhampton werden gesloten en de productie verhuisde naar de Matchless-fabriek aan Plumstead Road in Woolwich.

## Model S3
Men had voor 1931 al een geheel nieuwe motorfiets ontwikkeld. Hadden alle andere modellen dwarsgeplaatste motoren, het Model S3 had een langsgeplaatste 50º-V-twin van 500 cc. Deze machine werd nog voor de overname door Matchless geproduceerd. De boring bedroeg 65 mm, de slag 75 mm. De nokkenassen zaten aan de voorkant van de motor en de linker nokkenas dreef ook de stroomverdeler aan. De rechter nokkenas dreef de dynamo aan. De nokkenassen werden - naar voorbeeld van de AJS-racemotoren -  door een ketting vanaf de krukas aangedreven. Aan beide zijden zat een verchroomde fishtail-uitlaat. Het Model S3 was wellicht een soort van "vlucht naar voren". Juist in de crisistijd was de machine zeer luxe uitgevoerd, met veel chroom, een uitgebreid instrumentenpaneel op de tank en elektrische verlichting. De gehele elektrische installatie kwam van Lucas Industries, de carburateur van Amal. Het Model S3 was dan ook duur. Met een prijs van 65 pond was het nog twee pond duurder dan het 1.000cc-AJS Model S2. 

### Einde productie
Toen de gebroeders Harry, Charlie en Bert Collier de motorfietsafdeling van AJS eind 1931 kochten, was er in eigen huis al een grote concurrentie. Zo konden klanten het 400cc-AJS Model S4 kopen, maar ook vier 500cc-modellen: het AJS Model S8, het AJS Model SB8, het AJS Model S9 en het AJS Model S10. Maar de concurrentie bij de gebroeder's eigen merk Matchless was er ook nog. Charlie had net de spectaculaire, slecht verkopende 400cc-Matchless Silver Hawk ontwikkeld en Bert was al bezig met diens opvolger, de 600cc-Matchless Silver Arrow. Na de overname van AJS stopten ze de productie van het Model S3 dan ook onmiddellijk. 